# Stemma del Colorado

Stemma del Colorado

Lo stemma del Colorado (ufficialmente in inglese Seal of the State of Colorado, ossia Sigillo dello Stato del Colorado) è stato adottato nel 1861, durante la prima riunione territoriale. Le uniche modifiche apportate al disegno sono state la sostituzione dei caratteri delle parole State of Colorado e della cifra 1876. L'adozione del sigillo è stata ufficializzata durante la prima Assemblea Generale dello stato il 15 marzo 1877. 
Nella parte superiore dello stemma è raffigurato l'Occhio della Provvidenza, all'interno di un triangolo da cui si irradiano raggi dorati su due lati. Sotto l'occhio è posto un fascio littorio, un fascio di verghe di betulla o olmo con un'ascia da battaglia legati insieme con un nastro rosso, bianco e blu recante la scritta Union and Constitution. Sotto al fascio è collocato uno scudo araldico composto da due aree: quella superiore ha un cielo rosso, tre montagne innevate e tre nuvole, mentre quella inferiore ha sfondo giallo e presenta martello e scalpello, due strumenti dei minatori, incrociati. Al di sotto dello scudo è invece collocata una pergamena con il motto Nil sine numine ("niente senza la Provvidenza"). In basso è riportata la cifra 1876, che indica l'anno di statalità del Colorado.
Il progetto che servì da modello per il sigillo è stato attribuito a vari autori, ma il principale responsabile è considerato Lewis Ledyard Weld, segretario territoriale nominato dal Presidente Abraham Lincoln nel 1861. Insieme a lui, è considerato almeno in parte autore della progettazione, anche il primo governatore del Colorado, William Gilpin, come Weld esperto in simbologia araldica.